# Brown County Jamboree
Das Brown County Jamboree war eine US-amerikanische Country-Sendung, die von WIBC und WIRE aus Bean Blossom, Indiana, gesendet wurde.

## Geschichte
Moderator der Show war Jack Morrow. Das Brown County Jamboree war von 1941 bis 1987 auf Sendung. Ähnlich der Grand Ole Opry oder der Town Hall Party wurden die Shows live übertragen.
Die erste Show des Brown County Jamborees wurde am 28. September 1941 gesendet. Die Show wurde unter Publikum zuerst in einem großen Zelt, später in einer extra dafür gebauten Scheune, dem „Brown County Jamboree Barn“, abgehalten. Während der Wintermonate ging die Show oft auf Tournee durch die Staaten Indiana und Kentucky. Die Show war mehrere Stunden lang; nur die erste wurde im Radio gesendet. Die Musiker, die auftraten, waren lokaler, regionaler und nationaler Herkunft.
Als Birch Monroe, Leiter der Show, 1982 starb, gelangte die Jamboree-Scheune in den Besitz von Bills Sohn, James Monroe. Dieser ließ das Gebäude abreißen. 1987 wurde daraufhin das Brown County Jamboree eingestellt.

## Gäste und Mitglieder
| - Roy Acuff - Minnie Pearl - Pee Wee King - Rex Allen - Bill Monroe - Charlie Monroe - Birch Monroe - Brown County Jamboree Gang - Brown County Revelers - Shorty Shehan - Judy Perkins - Lattie Moore and the Allen Country Boys - Ralph Ballard - Ray Coulter - Uncle Bob Hardy - Crash Brown - Pike County Ramblers | - Hoosier Cornhuskers - Marion Martin - Joe Zinkin - Unvle Punie - Yodelin’ Joe From Mexico - Paul Yandell - Jack Noel - Cliff Kurkum - Kentucky Slim - Bob Autry - The Brown County Girls - Don Davis - Bill Stallard - The Kentucky Boys - The Prairie Songbirds - Jack Perry - Gayle Griffith |